# Българско гражданство
Гражданството е правна и политическа връзка между лицата и държавата, която има траен и устойчив характер.

## Същност
Българското гражданство като обществено отношение има конкретно правно съдържание, което се проявява в:
- правото на българските граждани на местоживеене в страната
- правото да не могат да бъдат изгонени от нея или предадени на друга държава
- правото да напускат страната и да се завръщат
- правото когато се намират в чужбина, да са под защита на държавата
- те са носители на всички права и свободи
- правото на участие в управлението на страната (да избират и да бъдат избирани; да гласуват при провеждане на референдум и др.)
- правото да заемат държавни длъжности
- правото да осъществяват предоставените им политически права

Български гражданин е всеки, на когото поне единият родител е български гражданин или който е роден на територията на Република България, ако не придобива друго гражданство по произход. Българско гражданство може да се придобие и по натурализация. 
Лицата, които притежават двойно гражданство, се наричат бипатриди, а лицата без гражданство – апатриди. Бипатридите с българско гражданство се третират еднакво с всички останали български граждани с две изключения, които се отнасят до пасивното избирателно право и са свързани с изискването за лоялност единствено към българската държава. Двойното гражданство е предвидено като условие за неизбираемост на кандидатите за президент и за народни представители.
Двойното гражданство може да възникне при деца, родени от смесени бракове, при осиновяване, при сключване на брак между граждани от различни държави, при натурализация и при възстановяване на гражданство.

## Придобиване
Гражданството се придобива по рождение – автоматично, при наличието на определени юридически изисквания и чрез натурализация, в резултат на доброволни действия на лицата, в случай, че те отговарят на установените в закона условия. Българското гражданство по рождение възниква винаги в две хипотези – когато поне единият родител на лицето е български гражданин (чл. 25 К, чл. 8 ЗБГ) или когато лицето, което не придобива друго гражданство по произход, е родено на територията на Република България. Конституцията от 1991 г. не допуска лишаване от гражданство на български гражданин по рождение. Произходът е основен принцип за придобиване на българско гражданство, който се допълва с принципа на месторождението. Придобиването на гражданство по месторождение има за цел да не се допусне безгражданственост на лицата. Според чл. 10 от ЗБГ лице, родено в България или на обекти, върху които се разпростира държавният суверенитет, от родители небългарски граждани, придобива българско гражданство, ако не придобива гражданство въз основа на гражданството на родителите си.
Натурализацията е способ за придобиване на гражданство на определена държава от чужди граждани или лица без гражданство. Натурализацията е възможна само при наличието на определени условия, на които трябва да отговаря лицето, и съвпадането на неговото желание със съгласието на държавата да му предостави гражданство. Лицето може да отговаря на условията и да иска да получи гражданство, но държавата не е задължена да удовлетвори неговото желание. По общ ред чужденец може да придобие българско гражданство, ако има местожителство или постоянно местопребиваване в България в продължение най-малко на пет години към момента на подаване на молба за придобиване на гражданство. Законът изисква наличието на 6 условия към датата на подаване на молбата за натурализация, за да придобие българско гражданство по общия режим лице, което не е български гражданин:
- пълнолетие
- разрешение за постоянно пребиваване не по-малко от 5 години
- да има доходи и занятие
- лицето да е неосъждано
- да владее български език
- да е освободен от досегашното си гражданство

Специалният режим за натурализация изисква лицето да е пребивавало постоянно на законно основание 3 години на територията на страната към деня на подаване на молба за натурализация и да отговаря на останалите условия от общия режим.
Сключването на брак от български гражданин или гражданка с чужда гражданка или гражданин не води автоматично до промяна на тяхното гражданство. Промяната на гражданството на единия съпруг не променя гражданството на другия. Придобиването или освобождаването от гражданство на другия съпруг е въпрос на личен избор. Осиновяването не води до промяна на гражданството на осиновения, но то е предпоставка, която улеснява придобиването или освобождаването от българско гражданство. Нашето законодателство приема, че децата следват гражданството на своите родители. Промяната на гражданството на родителите води до промяна на гражданството на малолетните деца. Ако детето е непълнолетно, самото то трябва да поиска промяна на гражданството си. Ако лицето е пълнолетно, само решава въпроса за своето гражданство, независимо от родителите си.
Освобождаването от гражданство може да стане само по искане на гражданина. Не е възможно на каквито и да е законни основания инициативата за освобождаване да произхожда от държавата. Български гражданин, придобил чуждо гражданство, без да иска освобождаване от българско, става лице с двойно гражданство. Натурализацията може да бъде отменена, ако лицето-чужденец, получило българско гражданство чрез натурализация, си е послужило с неверни данни или факти, които са станали основание за придобиване на българско гражданство, или е укрило данни или факти, които, ако са били известни, биха били основание за отказ за придобиване.

## Загубване
Лишаването от българско гражданство е най-висша правна и морална санкция по отношение на гражданите. Осъществява се едностранно от държавата. Тя прекратява връзката си с гражданина на законово основание, по своя преценка, без да се съобразява с неговата собствена воля. Основанията за лишаване от българско гражданство са законоустановени престъпни деяния с най-голяма обществена укоримост, които засягат коренни интереси на държавата. Лишаването от българско гражданство е приложимо само по отношение на граждани, придобили българско гражданство по натурализация. Български гражданин по рождение не може да бъде лишен от българско гражданство. Условие за лишаване е гражданинът да е осъден с влязла в сила присъда за тежко престъпление против Република България. Ако се намира в пределите на страната, то ще изтърпи присъдата, но не може да бъде лишено от българско гражданство. Лишаването е възможно, ако лицето не остава без гражданство. Това е израз на хуманизма на нашата държава – лицето да не остане без гражданство, което би ощетило неговия правен статус като пълноценна личност.
Придобиването и загубването на българско гражданство става с указ на президента. Молбата за придобиване, освобождаване или възстановяване на българско гражданство се отправя до министъра на правосъдието